# Dionisio (metropolita di Kiev)
Dionisio I (in russo Дионисий?, al secolo Давид, David; 1300 circa – 15 ottobre 1385) è stato metropolita di Mosca e di tutta la Russia tra il 1384 e il 1385.
Dopo aver trascorso la propria gioventù come lavoratore di fatica in una miniera sulle rive del Volga, non lontano da Nižnij Novgorod, presi i voti e fondò il monastero dell'Ascensione Pečerskij, in quello stesso luogo. Nel 1364 fu nominato Arcivescovo di Suzdal guadagnando, secondo le sue agiografie, amore e rispetto da parte della popolazione locale. Nel 1378, dopo la morte del Metropolita Alessio I, Sergio di Radonež propose Dionisio come nuovo Metropolita. Tuttavia il Gran Duca Dimitri Donskoi scelse un altro candidato - un religioso di nome Mikail. Qualora eletto, era intenzione di quest'ultimo introdurre una nuova procedura per ordinare i successivi Metropoliti, i quali sarebbero stati nominati direttamente in Russia. Dionisio era decisamente contrario a questo progetto e nel 1379, alla notizia della scelta granducale, decise di recarsi senza indugio a Costantinopoli per essere consacrato Metropolita dal Patriarca. Mikhail, preoccupato per l'evolversi della situazione, partì immediatamente per la capitale bizantina, dove peraltro si sarebbe comunque dovuto recare per ricevere la necessaria consacrazione, ma morì durante il viaggio e fu uno dei religiosi del suo seguito, l'archimandrita Pimen, a raggiungere il Patriarca prima di Dionisio e a farsi nominare Metropolita di tutta la Russia. Nel 1383 Dionisio tornò a Mosca e si adoperò per rendere inviso il nuovo Metropolita a Dimitri: i suoi sforzi ebbero effetto tanto che quest'ultimo nel 1384 lo inviò nuovamente a Costantinopoli per ottenere la deposizione di Pimen e la sua nuova elezione al soglio. Ricevuta la nomina, sulla strada di ritorno per Mosca, Dionisio fu fermato a Kiev, dove venne imprigionato dal Principe locale Vladimir Olgerdovič su richiesta di Cipriano, arcivescovo della città, il quale in tal modo spianò la strada per un proprio ritorno sul soglio di Mosca, che avvenne nel 1390, dopo che quest'ultimo era rimasto vacante per 5 anni. Dionisio morì in prigione.
La Chiesa ortodossa russa era solita celebrare la memoria di Dionisio il 19 luglio e il 15 ottobre, ma, nel corso dei secoli, tale tradizione cadde in disuso.